# Medal of Honor: Warfighter
Medal of Honor: Warfighter је компјутерска игра која по жанру спада у пуцачине из првог лица. Игру је развио Danger Close Games, а објавио Electronic Arts. Игра представља четрнаести наслов у Medal of Honor серијалу као и директан наставак приче из претходне игре Medal of Honor: 2010 базиран на модерном ратовању.